# Rhyothemis aterrima
Rhyothemis aterrima – gatunek ważki z rodziny ważkowatych (Libellulidae). Występuje w Azji Południowo-Wschodniej; stwierdzono go na Borneo, Sumatrze, w południowej części Półwyspu Malajskiego oraz w południowym Wietnamie.